# Plünderung von Damiette (853)
Frühe Schlachten
Mu'ta – Tabūk – Dathin – Firaz
Arabische Eroberung der Levante
Qartin – Bosra – Adschnadain – Mardsch ar-Rahit – Fahl – Damaskus – Mardsch ad-Dibadsch – Emesa – Jarmuk – Jerusalem – Hazir – Aleppo
Arabische Eroberung Ägyptens 
Heliopolis – Alexandria – Nikiou
Umayyadische Eroberung Nordafrikas
Sufetula – Vescera – Karthago
Umayyadidische Invasion Anatoliens
 und Konstantinopels
Eiserne Brücke – Germanikeia – 1. Konstantinopel – Sebastopolis – Tyana – 2. Konstantinopel – Nikäa – Akroinon
Arabisch-byzantinischer Grenzkrieg
Kamacha – Kopidnadon – Krasos – Anzen und Amorion – Mauropotamos – Lalakaon – Bathys Ryax
Sizilien und Süditalien
1. Syrakus – 2. Syrakus – Feldzüge des Maniakes
Byzantinischer Gegenschlag
Marasch – Raban – Andrassos – Feldzüge des Nikephoros Phokas – Feldzüge des Johannes Tzimiskes – Orontes – Feldzüge Basileios’ II. – Azaz
Seeoperationen
Phoinix – Muslimische Eroberung Kretas – Thasos – Damiette – Thessalonike – Byzantinische Rückeroberung Kretas
Die Plünderung von Damiette erfolgte nach der Einnahme  dieser ägyptischen Hafenstadt im Jahr 853 durch  die Byzantinische Flotte.  Für das Byzantinischen Reich war das ein wichtiger Sieg bei der Rückgewinnung seiner nautischen Überlegenheit im Mittelmeer. Der Angriff auf Damiette erfolgte am  22. Mai, als die Garnison der Stadt abwesend war. Bei der Plünderung kamen die Byzantiner in den Besitz großer Waffenvorräte, die für das muslimisch/arabische Emirat von Kreta bestimmt gewesen waren.

## Hintergrund
In den 820ern hatte das Byzantinische Reich zwei große Verluste erlitten, die seine nautische Überlegenheit im Mittelmeer zerstörten: Die einsetzende sarazenische Eroberung Siziliens und der Fall Kretas an andalusische Exilanten. Diese Niederlagen waren der Auftakt zu einer Periode, in der muslimische Piraten die christlichen Küstengebiete des Reiches fast ungehindert plündern konnten. Das Entstehen des Emirats von Kreta, das als Operationsbasis für Piraten diente, öffnete die Ägäis für arabische Überfälle, wohingegen ihre – teilweise – Kontrolle von Sizilien die Araber in die Lage versetzte, Süditalien zu plündern und sich sogar dort anzusiedeln. Mehrere byzantinische Versuche zur schnellen Rückeroberung Kretas, aber auch ein großangelegter Feldzug im Jahr 842/843 scheiterten.

## Die Plünderung Damiettes
Also erprobte die byzantinische Regierung 852/853 einen anderen Weg: Sie versammelte ein Aufgebot der gesamten byzantinischen Flotte (angeblich bis zu 300 Schiffe) und befahl ihm die muslimischen Flottenbasen im östlichen Mittelmeer simultan zu verwüsten. Eine dieser Flotten, die 85 Schiffe und 5000 Soldaten umfasste und von einem General, der in arabischen Quellen nur „Ibn Qatuna“ genannt wird, geführt wurde, segelte in Richtung ägyptischer Küste, von wo aus die Abbasiden das kretische Emirat unterstützten.
Die byzantinische Flotte erreichte die Stadt am 22. Mai 853. Zu dieser Stunde war die Garnison abwesend, da sie ein von Anbasa ibn Ishaq al-Dabbi in Fustat arrangiertes Fest besuchte. Die Einwohner von Damiette flohen aus der Stadt, die von den Byzantinern zwei Tage geplündert und schließlich in Brand gesteckt wurde. Als Beute verschleppten die Byzantiner etwa sechshundert arabische und koptische Frauen sowie eine große Anzahl Waffen und anderer Kriegsgüter, die für Kreta bestimmt gewesen waren. Die Flotte segelte nun ostwärts und griff die Festung Ushtun an. Nachdem sie sie erobert hatten verbrannten die Byzantiner viele Belagerungswaffen, die sie dort gefunden hatten.

## Folgen
Obwohl sie eine der effektivsten Militäroperationen der byzantinischen Flotte war, wurde die Plünderung von Damiette in byzantinischen Quellen vollkommen ignoriert (vielleicht, weil sie der Herrschaft Michaels III. (regierte 842–867) generell negativ gegenüberstanden). Der Überfall ist also nur in arabischen Quellen wie at-Tabari und al-Yaqubi bekannt.
Den arabischen Chronisten zufolge führte der Angriff auf muslimischer Seite zu der Erkenntnis, dass die ägyptische Küste zu schwach verteidigt war: Es wurden Schiffe gebaut, neue Mannschaften angeworben und Damiette und andere Küstenstädte wurden befestigt. Dies markierte den Beginn der Wiedergeburt der ägyptischen Flotte, die ihre größte Stärke unter den Fatimiden erreichen sollte.